# Сан-Жуан-ду-Маньюасу
Сан-Жуан-ду-Маньюасу (порт. São João do Manhuaçu) — муниципалитет в Бразилии, входит в штат Минас-Жерайс. Составная часть мезорегиона Зона-да-Мата. Входит в экономико-статистический микрорегион Маньюасу. Население составляет 10 060 человек на 2006 год. Занимает площадь 142,510 км². Плотность населения — 70,6 чел./км².
Праздник города — 27 апреля.

## История
Город основан 1 января 1993 года.

## Статистика
- Валовой внутренний продукт на 2003 год составляет 41 600 236,00 реалов (данные: Бразильский институт географии и статистики).
- Валовой внутренний продукт на душу населения на 2003 год составляет 4404,94 реалов (данные: Бразильский институт географии и статистики).
- Индекс развития человеческого потенциала на 2000 год составляет 0,698 (данные: Программа развития ООН).

## География
Климат местности: горный тропический.

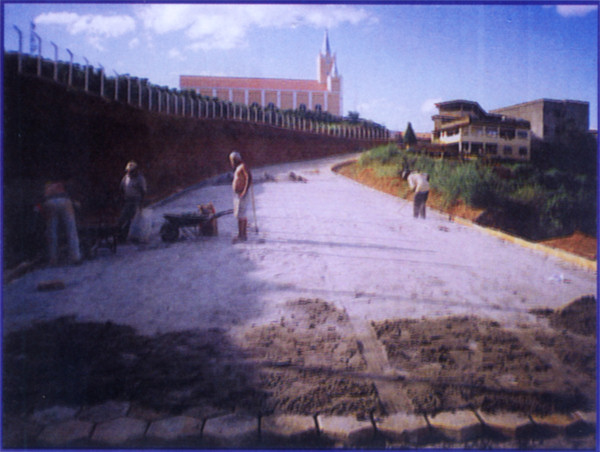